# Пиццелла, Патрик
Патрик Пиццелла (англ. Patrick Pizzella; род. 19 мая 1954, Нью-Рошелл) — американский государственный служащий, исполняющий обязанности министра труда США (2019).

## Биография
Окончил университет Южной Каролины, где изучал деловое администрирование.
В 1981 году начал работать в Администрации общих служб, где со временем получил должность специального советника руководителя. Короткое время работал в Министерстве образования, затем с 1989 по 1995 год — в Федеральном финансовом совете жилищного строительства.
В конце 1990-х начале 2000-х работал в лоббистской компании Preston Gates Ellis & Rouvelas Meeds, где сотрудничал с Джеком Абрамофф, осуждённым за мошенничество в 2006 году. В частности, компания занималась проведением через Конгресс США законодательства, препятствующего установлению на Северных Марианских островах минимальной заработной платы (в тот период там, напротив, действовали нормативные акты, ограничивавшие максимальную заработную плату для иностранных рабочих на уровне около 3 долларов в час.
В 2001—2009 годах являлся помощником министра труда в администрации президента Буша. В 2013 году президент Обама назначил его в штат Федерального управления по трудовым отношениям, а после вступления в должность в 2017 году президента Трампа Пиццелла стал исполняющим обязанности председателя этого управления. В апреле 2018 года Сенат США большинством в 50 голосов против 48 утвердил Пиццеллу в должности заместителя министра труда США.
12 июля 2019 года президент Трамп объявил об отставке министра труда Александра Акосты и назначении Пиццеллы исполняющим обязанности министра, но не представил его кандидатуру Сенату для официального утверждения в должности.